# Bison menneri
Il bisonte di Menner (Bison menneri) è una specie estinta di bisonte, vissuta nel Pleistocene inferiore - medio (circa 1,5 milioni di anni fa) e i suoi resti fossili sono stati ritrovati in Europa.

## Descrizione
Di taglia simile a quella delle specie attuali di bisonte, questo bovide doveva essere di aspetto leggermente diverso, soprattutto grazie alle zampe particolarmente slanciate e alla corporatura snella. Bison menneri, benché piuttosto primitivo rispetto ai bisonti attuali, possedeva già la tipica gobba data dalle spine neurali allungate, anche se non così allungate come le specie successive del genere Bison. La taglia doveva essere compresa tra 1,6 e 2 metri di altezza, e la lunghezza doveva superare i 2,5 metri. Il peso si aggirava sui 600 chilogrammi. Le corna di B. menneri erano piuttosto piccole e poco ricurve.

## Classificazione
Bison menneri venne descritto per la prima volta nel 1997, sulla base di resti fossili ritrovati nella zona di Untermassfeld in Germania. Altri resti di dubbia attribuzione provengono dai Paesi Bassi e dal Mare del Nord. Bison menneri è considerato una delle specie più antiche di bisonte, probabilmente originatosi da forme arcaiche quali Eobison. È possibile che da B. menneri o da una forma simile si siano sviluppati due rami evolutivi: da una parte bisonti dalle corna corte come Bison schoetensacki, dall'altra i grandi bisonti dalle corna lunate (Bison priscus, Bison latifrons) che hanno poi dato origine agli attuali bisonti.